# Buen salvaje

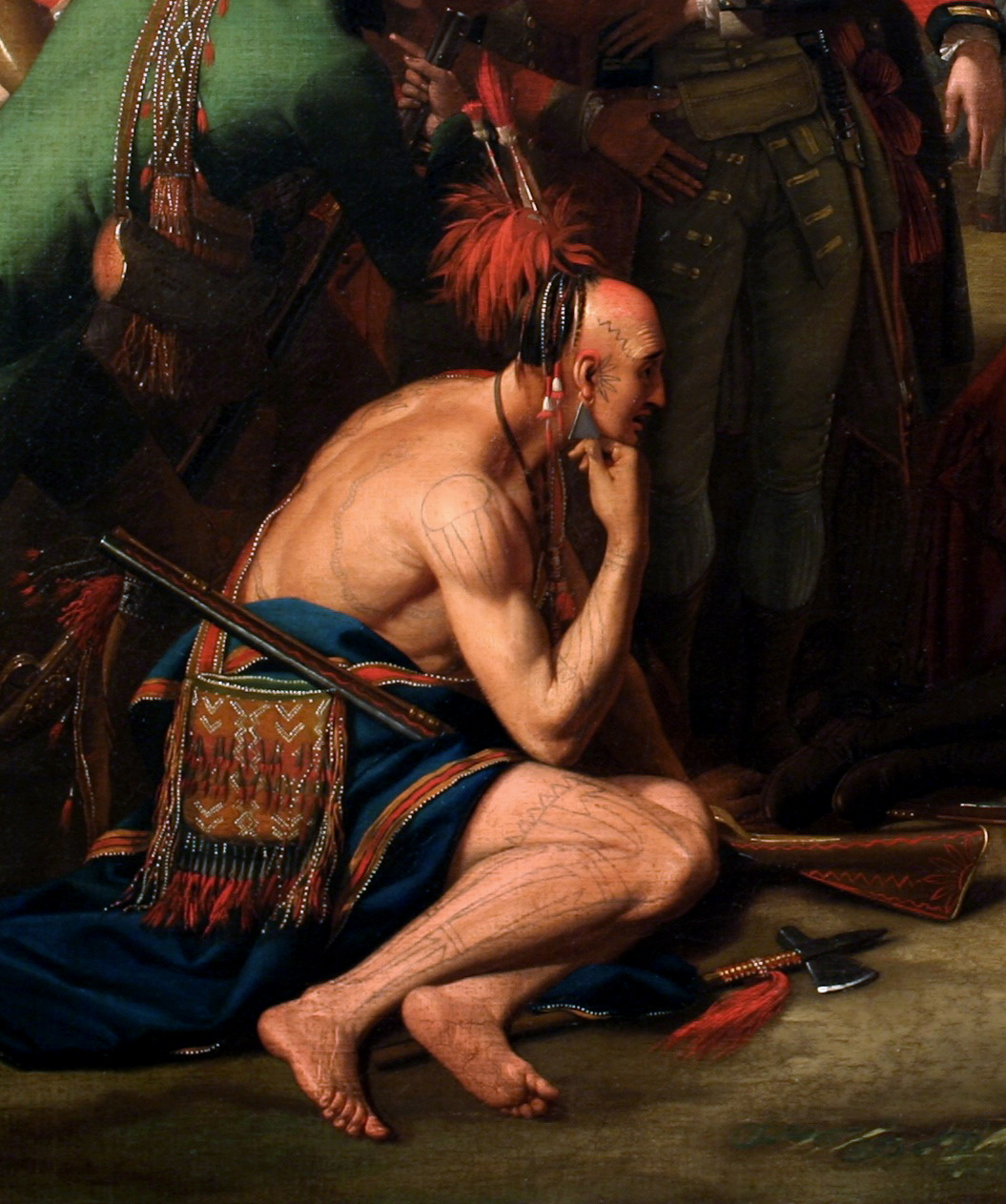
Pintura sobre el buen salvaje "La muerte de Wolfe", Benjamin West, 1770.

El buen salvaje, noble salvaje, o mito del buen salvaje es un lugar común o tópico en la literatura y el pensamiento europeo de la Edad Moderna, que nace con el contacto con las poblaciones indígenas de América, África y, más tarde, Oceanía. Este mito, aún hoy, forma parte del imaginario de muchas personas sobre la relación entre los pueblos «civilizados» y los «primitivos», pese a haber sido ampliamente desacreditado y se relaciona con el mito de la Edad de oro creado en la Antigua Grecia y mencionado por primera vez por el poeta Hesíodo.
La idea del buen salvaje recoge la creencia de que los seres humanos, en su estado natural, son desinteresados, pacíficos y tranquilos, y que males como la codicia, la ansiedad y la violencia son producto de la civilización. En 1755, Rousseau escribía: "Algunos se han apresurado a concluir que el hombre es naturalmente cruel y que hay necesidad de organización para dulcificarlo, cuando nada hay tan dulce como él en su estado primitivo, cuando [la naturaleza lo ha colocado] a igual distancia de la estupidez de los brutos y de las luces funestas del hombre civilizado [...]". Esta idea la expresa el mismo Rousseau en la frase «el hombre nace bueno y la sociedad lo corrompe». 
Hasta el descubrimiento de América, para los intelectuales de la época los indios salvajes se observan bajo las enseñanzas de Aristóteles en su obra Política, no siendo considerados más que «siervos por naturaleza», el encuentro con el Nuevo Mundo supuso un campo de investigación antropológico con conclusiones filosóficas. Por tanto, los orígenes del mito del buen salvaje se sitúan en la España del siglo XV y no a partir de Nicolás Gueudeville, de Rousseau o del pensamiento francés revolucionario del siglo XVIII, como aparece en diversas obras. El concepto surge ya desde la primera Bula Inter caetera, donde se considera a los nativos como aptos para recibir la fe católica y tiene continuidad formulando el mito en las Décadas de Orbe Novo (1493-1522) de Pedro Mártir de Anglería, primera Historia General de las Indias, donde entre los hechos se recogen referencias directas en los pensamientos de los descubridores. Concretamente en la primera Década, Libro III, se hace la descripción del «filósofo desnudo», un «salvaje» de la isla de Cuba que expone a Diego de Colón los principios fundamentales que él mismo ha aprendido de su contacto con la naturaleza.

## El descubrimiento del otro
Ya en la Antigua Grecia se creía en la existencia de una "edad de oro" considerada como una "primera época" cuando la humanidad habría vivido en un estado ideal de bondad e inmortalidad, tal creencia reapareció en la Alta Edad Media europea al estimarse que -en un remotísimo pasado- la humanidad había existido sin "corrupción", pero el avance de los siglos había destruido esa "felicidad primaria".
Desde el famoso texto de Cristóbal Colón en que dice haber llegado al paraíso terrenal tras conocer América, la imaginación se desbordó para atribuir todo tipo de bondades ingenuas a los indígenas (los naturales, como se les llamaba en los documentos españoles de la época). A ello también contribuyó en gran medida Bartolomé de las Casas con su Brevísima relación de la destrucción de las Indias denunciando abusos y violencias de colonizadores españoles en América. 
El papel de parte del clero, de teólogos como los de la Escuela de Salamanca y de los propios reyes puede verse en la convocatoria de la Junta de Burgos y la Junta de Valladolid, que discutían sobre la naturaleza y la justificación de la conquista y la explotación económica de América (polémica de los justos títulos o de la guerra a los naturales) y el corpus legislativo de las leyes de Indias donde la "otredad" de los indígenas americanos -su "bondad natural" que les diferenciaba de los súbditos europeos de la Corona- no era olvidada. 
Por otro lado, la leyenda negra española amplificó por toda Europa la visión en positivo de los indígenas americanos, descritos como seres humanos en estado de naturaleza, ingenuos y confiados, e incapaces de malicia; para autores antiespañoles tal visión era un perfecto contrapunto de sus conquistadores, descritos como abyectos y sanguinarios torturadores, entregados a la codicia y al fanatismo, que resumirían todos los vicios y degeneración del hombre civilizado.

## La extensión del mito
Las utopías del siglo XVI (Erasmo de Róterdam, Elogio de la locura; Tomás Moro, Utopía) y obras como la de Baltasar Gracián (El Criticón) en el siglo XVII, llevan a la definitiva discusión del ser humano como bueno o malo por naturaleza. Así, en el Leviatán de Thomas Hobbes se considera que la naturaleza humana es malvada y es deber de la sociedad controlar al individuo; el análisis basado en precedentes históricos como en "El príncipe" de Nicolás Maquiavelo llevan a parecida conclusión.
Es de destacar también la influencia de Montaigne en el análisis y difusión del concepto del Buen Salvaje, que expuso y defendió la teoría de la «candidez original» frente al «amaneramiento del espíritu humano», siendo que este pensador humanista, aun siendo más conocido por su faceta de literato, ha sido uno de los eruditos más influyentes en las corrientes filosóficas de la Ilustración y, por extensión, en la Edad Moderna y la contemporánea.
Por otro lado, las diversas confesiones del cristianismo, tanto en su variable católica o protestante, sostienen que todos los individuos se hallan sujetos al pecado original y necesitan de la divinidad, lo cual torna inaceptable la idea del "hombre bueno por naturaleza". Por el contrario, la Ilustración del siglo XVIII empieza a defender la "naturaleza buena" del individuo, destacando autores ilustrados como John Locke y sobre todo Jean-Jacques Rousseau postulando que el hombre es bueno por naturaleza pero la sociedad lo pervierte, mientras se vuelve a descubrir ejemplos de "buenos salvajes" en las islas del océano Pacífico meridional, sitios de clima tropical como las Antillas, con los mismos indígenas desnudos de fácil trato y naturaleza pródiga que describen viajeros como James Cook y La Pérouse, y que se reproducen en historias como la del motín del Bounty.
Joseph-Marie Loaisel de Tréogate, escritor apreciado especialmente durante la Revolución francesa se hizo eco de las teorías de Rousseau al respecto del Buen Salvaje afirmando que todo elemento humano ajeno a la naturaleza sólo puede llevar al desorden físico o moral de las comunidades. Ya en el siglo XIX, también contribuyó a la extensión del uso del concepto en Europa el hallazgo de niños salvajes como Victor de Aveyron y Kaspar Hauser, aislados de contacto con la sociedad humana, que a su vez tuvieron tratamiento literario y cinematográfico, por sí mismos o como inspiración.

## Influencias
El tema acerca de la "bondad inherente" del ser humano alejado de la "civilización" aparece en conjunción con el exotismo de los pueblos extraeuropeos, en obras que son ya universales como El libro de la selva o Tarzán, la misma materia es muy cuestionada por el literato William Golding en su novela de 1954 El Señor de las Moscas como en la película homónima de 1990. Entre otras novelas distópicas claramente influidas por el Buen Salvaje figura Un mundo feliz de Aldous Huxley, que desarrolla el mito llevándolo a extremos sobre las aberraciones e injusticias de las sociedades humanas.
En España la preocupación y desarrollo del tema que arrancó con el Descubrimiento alcanzó un punto álgido con El reloj de los príncipes (1539), concretamente en la fábula incluida titulada El villano del Danubio, de D.Antonio de Guevara, la primera obra que expone de un modo concreto la contraposición de la maldad intrínseca de la sociedad civilizada frente a la supuesta bondad de lo salvaje, analizando la dicotomía con conclusiones a favor del último.

## Actualidad
Ya en el siglo XIX dos británicos, el médico John Crawfurd y el antropólogo James Hunt, consideraban que la idea de un "buen salvaje" era en la práctica un elemento de racismo científico. El antropólogo francés Claude Lévi-Strauss en su libro de 1955 "Tristes trópicos" critica la civilización occidental pero niega que el "buen salvaje" haya existido realmente en algún momento. 
La teoría del buen salvaje ha sido cuestionada por numerosos antropólogos y etnógrafos contemporáneos de prestigio contrastado, como el neozelandés Derek Freeman. Este debate científico tuvo su punto álgido a partir de las críticas de Freeman al trabajo de Margaret Mead en Nueva Guinea. Derek Freeman acusó a Mead de inexperta, denunciando «el mejor ejemplo de autoengaño en la historia de las ciencias sociales», exponiendo la antítesis al Buen Salvaje. En la encendida disputa intervino también la norteamericana Elisabeth Marshal Thomas a favor del mito, siendo asimismo cuestionada por la comunidad científica, tanto en sus métodos como en sus tesis.
Otras críticas llegan de obras como "Constant battles" del arqueólogo estadounidense Steven LeBlanc escrita el 2003, donde el autor sostiene que grupos humanos de la Edad del Bronce, sin contacto con el mundo exterior, se agredían violentamente entre sí pues competían en apropiarse de recursos alimenticios conforme su población crecía. En la obra "In War Before Civilization: the Myth of the Peaceful Savage" de 1996, el arqueólogo estadounidense Lawrence H. Keeley rechazaba también la noción del "buen salvaje" sosteniendo que -según evidencia arqueológica- la violencia guerrera para apropiarse de recursos ajenos (tierras, ganado, esclavos) ha sido una práctica bastante extendida en las primeras sociedades humanas. También en la obra "The Culture Cult: Designer Tribalism and Other Essays" el antropólogo neozelandés Roger Sandall rechazó la idea del "buen salvaje" alegando que tal creencia toma como base a un "primitivismo romantizado" que trata de mantener a pueblos indígenas en un estilo de vida primitivo para satisfacer pretensiones políticas o comerciales.
En 2013 la polémica seguía vigente, como demuestra el revuelo organizado por la publicación del libro The World Until Yesterday del escritor y biogeógrafo Jared Diamond, atacado por antropólogos y organizaciones indigenistas, a raíz de su presentación de una imagen donde tribus tradicionales, ya en el siglo XXI, resuelven conflictos enfrentándose violentamente entre sí.